# Robert Friend (nhà thơ)
Robert Friend (ngày 25 tháng 11 năm 1913 – ngày 12 tháng 1 năm 1998) là một nhà thơ và dịch giả người Mỹ gốc Do Thái. Sau khi chuyển đến Israel, ông đảm nhận việc giảng dạy văn học Anh tại Đại học Hebrew của Jerusalem.

## Tiểu sử
Friend chào đời vào năm 1913 tại Brooklyn, New York, trong một gia đình người Nga gốc Do Thái nhập cư. Ông là con cả trong gia đình có năm người con. Sau khi theo học Trường Đại học Brooklyn, Harvard và Cambridge, ông giảng dạy văn học Anh và viết văn ở Mỹ, Puerto Rico, Panama, Pháp, Anh và Đức. Ông chọn định cư tại Israel vào năm 1950 và sống nốt phần đời còn lại của mình tại đây. Ông được Đại học Hebrew của Jerusalem mời giảng dạy Văn học Anh và Mỹ suốt hơn ba mươi năm. Ông nổi tiếng ở Israel trong vai trò là nhà thơ nói tiếng Anh và dịch giả thơ tiếng Do Thái.
Robert Friend là người đồng tính và xu hướng tình dục của tác giả đều được thể hiện rất rõ trong thơ ca của mình trước thời đại Stonewall.  Theo lời Edward Field trong bộ Greenwood Encyclopedia of American Poetry (Bách khoa toàn thư Thơ ca Mỹ Greenwood), Shadow on the Sun (Nhật Thực) trông "đáng chú ý ở chỗ, vào thời đại đó, nó chứa đựng rất nhiều bài thơ viết về đồng tính luyến ái của tác giả".  Sự cởi mở của Friend vẫn tiếp tục xuyên suốt sự nghiệp viết lách của ông.

## Văn nghiệp
Tập thơ đầu tiên được xuất bản của Friend là Shadow on the Sun (1941). Tập thơ cuối cùng của ông có nhan đề Dancing with a Tiger: Poems 1941-1998 (Khiêu vũ với Hổ: Thơ giai đoạn 1941-1998), được xuất bản sau khi tác giả qua đời vào năm 2003. Ông có công dịch khoảng 800 tác phẩm từ tiếng Do Thái, tiếng Yiddish, tiếng Tây Ban Nha, tiếng Pháp, tiếng Đức và tiếng Ả Rập. Toby Press đã xuất bản hai tập dịch phẩm của Friend thuộc Bộ sách Kinh điển tiếng Do Thái (Hebrew Classics Series): Found in Translation: Modern Hebrew Poets, A Bilingual Edition (2006, bản sửa đổi lần thứ hai) và Ra'hel: Flowers of Perhaps (2008, bản sửa đổi lần thứ hai). Trong số các nhà thơ tiếng Do Thái mà Friend dịch sang tiếng Anh gồm có Chaim Nachman Bialik, Rachel, Natan Alterman, Leah Goldberg, Gabriel Preil và Yehuda Amichai.

## Giải thưởng
Friend đã đoạt giải Jeannette Sewell Davis (Poetry, Chicago).

## Thi phẩm
- Dancing with a Tiger: Poems 1941-1998, Edward Field chủ biên, Gabriel Levin đề tựa (Menard Press, London, 2003)
- After Catullus (The Beth-Shalom Press, Israel, 1997)
- The Next Room (The Menard Press, London, 1995)
- Abbreviations (Etcetera Editions, Israel, 1994)
- Dancing With A Tiger (The Beth-Shalom Press, Israel, 1990)
- Somewhere Lower Down (The Menard Press, London, 1980)
- Selected Poems (Tambimuttu at The Seahorse Press, London, 1976)
- The Practice of Absence (Beth-Shalom Press, Israel, 1971)
- Salt Gifts (The Charioteer Press, Washington, DC, 1964)
- Shadow on the Sun (The Press of James A. Decker, Prairie City, Illinois, 1941)

## Dịch phẩm
- Flowers of Perhaps: Selected Poems of Ra'hel, A Bilingual Edition (The Toby Press, 2008)
- Found in Translation: 20 Hebrew Poets: A Bilingual Edition, Gabriel Levin chủ biên và giới thiệu (The Toby Press, 2006)
- Found in Translation: 100 Years of Modern Hebrew Poetry, Gabriel Levin chủ biên và giới thiệu, Menard Press, 1999 (Poetry Book Society Recommended Translation)
- S.Y. Agnon: The Book Of The Alphabet (The Jewish Publication Society, Philadelphia, 1998)
- Featured Translator, "Palestinian and Israeli Poets," Modern Poetry in Translation, No. 14, Winter 1998-99, Edited by Daniel Weissbort
- Flowers of Perhaps:  Selected Poems of Ra'hel (Menard Press, London, 1995)
- Featured Translator, "Second International Poets Festival, Jerusalem," Modern Poetry in Translation, No. 4, Winter 1993-94, Daniel Weissbort chủ biên
- Leah Goldberg:  Selected Poems (Menard Press, Panjandrum Press, 1976)
- Gabriel Preil:  Sunset Possibilities and Other Poems (The Jewish Publication Society, Philadelphia, 1985)
- Natan Alterman:  Selected Poems (Hakibbutz Hameuchad Publishing House, Israel, 1978)

## Hội thảo
- Đọc thơ và thảo luận. "Three Maverick Poets: An Unflinching Exploration of the Lives and Works of Robert Friend, '34, Chester Kallman, '41, and Harold Norse, '38." Chủ trì thảo luận: Edward Field, Edward Mendelson và Regina Weinrich. Trường Đại học Brooklyn tài trợ, New York, ngày 27 tháng 10 năm 2005.

## Nguyệt san
- Thơ và bản dịch trong bộ Poetry, The Washington Post, The New York Times, The New Yorker, Tikkun, Home Planet News, The Jerusalem Post, The Independent, The Atlantic, The Nation, Commentary, The Christian Science Monitor, The New Republic, Partisan Review, Prairie Schooner, Quarterly Review of Literature, Jerusalem Review, Hadassah Magazine, The London Magazine, European Judaism, Forward, Tel Aviv Review, Beloit Poetry Journal, Ariel, Israel Life and Letters, Neovictorian/Cochlea, Delos, Shirim, Arc 3, 5 A.M., Bay Windows, Midstream

## Radio
- Ba bài thơ được Garrison Keillor ngâm trong "The Writer's Almanac", tháng 1 năm 2003 và tháng 1 năm 2004
- Chương trình "Dreamstreets", Steven Leech chủ tọa, dành cho thơ của Robert Friend, tháng 2 năm 2004 (Đại học Delaware tại Newark)

## Nhạc phẩm
- Bản dịch bài thơ của Natan Alterman trong "Mother's Lament", do Sharon Farber sáng tác, Los Angeles Master Chorale trình diễn, tháng 9 năm 2002
- Bản dịch bài thơ của Ra'hel trong "Women of Valor", do Andrea Clearfield sáng tác

## Bản quyền
- Bản quyền của Robert Friend do cháu gái Jean Shapiro Cantu của ông nắm giữ. Tài liệu Lưu trữ của ông được đặt tại Thư viện Trường Đại học Brooklyn, Bộ sưu tập Đặc biệt (718-951-5346).